# کرایسلر ۳۰۰ سری نان-لتر
کرایسلر ۳۰۰ (Chrysler 300) نام یک اتومبیل ساخت شرکت کرایسلر است که در سال‌های ۱۹۶۲ تا ۱۹۷۱ تولید شده‌است.
طراحی آن خودروهای موتور جلو-محور عقب بوده است. سیستم جعبه‌دندهٔ آن ۴ دنده به دو صورت خودکار و دستی است.